# هوردن ام هارتس
هوردن ام هارتس (به آلمانی: Hörden am Harz) یک شهر در آلمان است که در Osterode واقع شده‌است.